# Корсунське староство
Корсунське староство — адміністративно-територіальна одиниця на території Речі Посполитої, з центром у місті Корсунь. Було утворене у 1585 році на основі території міста Корсуня, яке входило до Канівського староства. До нього увійшли і землі навколо міст Стеблева, Чигирина, Крилова і Данилової Слободи (нині — Медведівка).
Східними кордонами староства були річки Тясмин та Дніпро (у районі Бужина і Крилова). Крайніми містами на сході були Сахнів Міст (нині — Сахнівка), Сміла, Данилова Слобода, Крилів і Чигирин. На півдні Корсунське староство межувало з «Диким Полем» і сягало річок Синьої Води (Синюхи), Південного Бугу, Висі та Тясмину. Крайніми населеними пунктами були Чигирин, Данилова Слобода і Торговиця. Західний кордон староства пролягав по річках Синиці і Гірського Тікичу. Крайніми містами на заході були Торговиця, Звенигородка (до 1634 р.), Вільшанка та Лисянка. Північна межа Корсунського староства перетинала велику луку річки Росі. Крайніми межами були Стеблів, Корсунь та Сахнів Міст.
Корсунське староство було одним із найбагатших на Пороссі. У 1616 р. воно давало прибутку 5400 флоринів, у 1622 році — 4998 флоринів, у 1629 і у 1636 роках — 6861 флоринів.
Люстрація 1765 року в Корсунському старостві налічувала 88 господарств козаків. Люстрація 1789 року про них взагалі не згадує.
У 1778 році корсунським старостою став племінник польського короля князь Станіслав Понятовський, який відновив край протягом 1782—1789 років і збудував на високому березі Росі пишний палац.